# Passion Pit
Passion Pit är en amerikansk elektropopgrupp från Cambridge, Massachusetts bildad år 2007.
I slutet av maj 2009 släppte gruppen sitt första studioalbum, Manners, efter att året före ha släppt EP:n Chuck of Change. Både Manners och Chuck of Change innehåller låten "Sleepyhead".

## Diskografi
Studioalbum
- 2009 – Manners
- 2012 – Gossamer
- 2015 – Kindred

EP
- 2008 – Chunk of Change
- 2013 – Constant Conversations EP

Singlar
- 2008 - Sleepyhead
- 2009 - The Reeling
- 2009 - To Kingdom Come'"
- 2009 - Little Secrets
- 2012 - Take a Walk
- 2012 - I'll Be Alright
- 2012 - Constant Conversations
- 2013 - Carried Away
- 2013 - Cry Like a Ghost